# Dardan Rexhepi
Dardan Rexhepi (Pristina, 16 gennaio 1992) è un ex calciatore svedese naturalizzato kosovaro, di ruolo attaccante.

## Biografia
Nato a Pristina, allora Jugoslavia oggi Kosovo, si trasferisce in Svezia e cresce a Lund, nella provincia di Scania.

## Caratteristiche tecniche
Tra le sue qualità migliori vi è la tecnica.

## Carriera

### Club

#### Malmö FF
Dopo aver giocato nelle giovanili di Eslövs BK (1997-2003) e di Lunds BK (2003-2009) società della città dove è cresciuto, nel 2009 approda nelle giovanili del Malmö. Nelle giovanili realizza 38 reti in 43 incontri mantenendo una media reti a partita vicina all'1:1.
Il 18 maggio 2010 esordisce in Coppa di Svezia contro il Syrianska (0-1) subentrando a Jimmy Durmaz nel secondo tempo e realizzando il gol partita per la propria squadra nel finale del secondo tempo supplementare.
Il 24 luglio debutta in campionato contro l'AIK (1-0) sostituendo Agon Mehmeti negli ultimi quindici minuti. Il 15 settembre gioca la sua prima partita da titolare contro l'Helsingborg capolista: Rexhepi realizza l'1-0 e fornisce l'assist del 2-0.
Il 1º gennaio 2011, dopo esser subentrato a Daniel Larsson nel secondo tempo, sigla il 3-0 contro il Brommapojkarna (4-0).
A fine stagione totalizza 10 presenze e 2 reti in campionato, vinto dal Malmö con due punti di vantaggio sull'Helsingborg, e 1 partita e 1 marcatura in Coppa di Svezia.
Il 3 aprile fa il suo debutto nella stagione 2011 giocando la prima di campionato contro il Trelleborg (2-4), uscendo a dieci minuti dalla fine al posto di Daniel Larsson. Rexhepi gioca per la prima volta un incontro intero alla settima giornata contro il Syrianska (0-0). L'11 maggio gioca da titolare in Coppa di Svezia contro lo Jönköping (0-4). Il 23 luglio sigla il suo primo ed unico gol stagionale contro l'Helsingborg (2-2). Conclude il 2011 totalizzando 23 incontri di Allsvenskan ed 1 rete e 3 partite di Coppa di Svezia.
Il 13 luglio 2011 Rexhepi fa il suo esordio assoluto in UEFA Champions League contro i faroesi dell'HB e realizzando la prima delle due reti che portano alla vittoria gli svedesi. Dopo aver eliminato HB e Glasgow Rangers (2-1 complessivo) il Malmö viene eliminato dai croati della Dinamo Zagabria. Rexhepi conta 226 minuti complessivi di Champions League.
In Europa League Rexhepi esordisce contro gli olandesi dell'AZ, sostituendo Daniel Larsson negli ultimi minuti del secondo tempo.
Nel 2013 vince il suo secondo titolo nazionale con il Malmö FF. Rexhepi contribuisce con una rete in 17 presenze collezionate prevalentemente partendo dalla panchina, vista la presenza dei titolari Magnus Eriksson e Tokelo Rantie all'inizio della stagione, e dello stesso Eriksson con Guillermo Molins nella seconda parte del campionato.
In cerca di maggiore spazio, Rexhepi firma con il Brommapojkarna nel gennaio 2014, con un accordo che permetteva al Malmö un eventuale ritorno del giocatore. A fine stagione Rexhepi rescinde il contratto con un anno di anticipo, complice anche la retrocessione dei rossoneri in seconda serie.
Nonostante un interessamento da parte dell'Halmstad, il giocatore sceglie di firmare con l'Häcken, squadra del circondario di Göteborg. Vi rimane un anno e mezzo, periodo durante il quale riesce a vincere la Coppa di Svezia 2015-2016 vinta in finale ai rigori contro la sua ex squadra del Malmö FF. In questa partita tuttavia Rexhepi non era tra i convocati. Con l'Häcken gioca 21 partite dell'Allsvenskan 2015 (di cui 8 iniziate dal primo minuto), realizzando una rete. Nella prima parte del campionato 2016 trova spazio solo in una partita, durante la quale subentra nel corso della ripresa.
Il 28 luglio 2016 approda al GAIS, altra squadra di Göteborg, per iniziare quella che è la sua prima parentesi in Superettan, il secondo campionato svedese. Chiude la stagione con 6 gol in 13 partite, trovando poi un accordo per il rinnovo contrattuale. Rimane fino al termine della stagione 2017.
Nel 2018 è inattivo, durante questo periodo infatti continua a studiare economia e gestione aziendale. Inoltre, grazie a una campagna che consente agli studenti universitari di candidarsi per il posto temporaneo di direttore comunale per cinque settimane in estate, Rexhepi è stato scelto come direttore comunale (in Svezia non esiste la figura esatta di sindaco prevista dall'ordinamento italiano) della cittadina di Kungsbacka.
Rientrato in attività, firma un contratto valido per l'intera stagione 2019 con il Norrby, altra squadra del campionato di Superettan. Rimane due anni, poi lascia la squadra per fine contratto.

### Nazionale
Rexhepi gioca con l'Under-18 e con l'Under-19 nella stagione 2010. Nel 2011 tra il 10 e il 12 agosto scende in campo due volte contro la Polonia (1-3 e 0-2) con l'Under-19.
Il 24 marzo 2011 esordisce nell'Under-21 svedese contro l'Italia (3-1).

## Statistiche

### Presenze e reti nei club
Statistiche aggiornate al 30 aprile 2015.
In tutte le competizioni Dardan Rexhepi ha giocato 136 partite segnando 23 reti, alla media di 0,16 goal a partita
| Stagione              | Squadra               | Campionato            | Campionato | Campionato | Coppe nazionali | Coppe nazionali | Coppe nazionali | Coppe internazionali | Coppe internazionali | Coppe internazionali | Altre coppe | Altre coppe | Altre coppe | Totale | Totale |
| Stagione              | Squadra               | Comp                  | Pres       | Reti       | Comp            | Pres            | Reti            | Comp                 | Pres                 | Reti                 | Comp        | Pres        | Reti        | Pres   | Reti   |
| --------------------- | --------------------- | --------------------- | ---------- | ---------- | --------------- | --------------- | --------------- | -------------------- | -------------------- | -------------------- | ----------- | ----------- | ----------- | ------ | ------ |
| 2010                  | Malmö FF              | A                     | 10         | 2          | CS              | 1               | 1               | -                    | -                    | -                    | -           | -           | -           | 11     | 3      |
| 2011                  | Malmö FF              | A                     | 23         | 1          | CS              | 3               | 0               | UCL                  | 0                    | 0                    | SS          | 0           | 0           | 26     | 1      |
| 2012                  | Malmö FF              | A                     | 13         | 0          | CS              | 1               | 0               | UCL+UEL              | 6+1                  | 1+0                  | -           | -           | -           | 21     | 1      |
| 2013                  | Malmö FF              | A                     | 17         | 1          | CS              | 2               | 1               | UEL                  | 0                    | 0                    | SS          | 0           | 0           | 19     | 2      |
| Totale Malmö FF       | Totale Malmö FF       | Totale Malmö FF       | 63         | 4          |                 | 7               | 2               |                      | 7                    | 1                    |             | 0           | 0           | 77     | 7      |
| 2014                  | Brommapojkarna        | A                     | 27         | 5          | CS              | 4               | 2               | UEL                  | 5                    | 2                    | -           | -           | -           | 36     | 9      |
| ago. 2014             | Brommapojkarna        | S                     | 0          | 0          | CS              | 1               | 1               | -                    | -                    | -                    | -           | -           | -           | 1      | 1      |
| Totale Brommapojkarna | Totale Brommapojkarna | Totale Brommapojkarna | 27         | 5          |                 | 5               | 3               |                      | 5                    | 2                    |             |             |             | 37     | 10     |
| 2015                  | Häcken                | A                     | 6          | 0          | CS              | 5               | 2               | -                    | -                    | -                    | -           | -           | -           | 11     | 2      |
| Totale carriera       | Totale carriera       | Totale carriera       | 96         | 9          |                 | 17              | 7               |                      | 12                   | 3                    |             | 0           | 0           | 125    | 19     |

## Palmarès

### Club

#### Competizioni nazionali
- Campionato svedese: 2

Malmö FF: 2010, 2013
- Supercoppa di Svezia: 1

Malmö FF: 2013
- Coppa di Svezia: 1

Häcken: 2015-2016